# Puerto Ayacucho

Kommunens läge i delstaten Amazonas

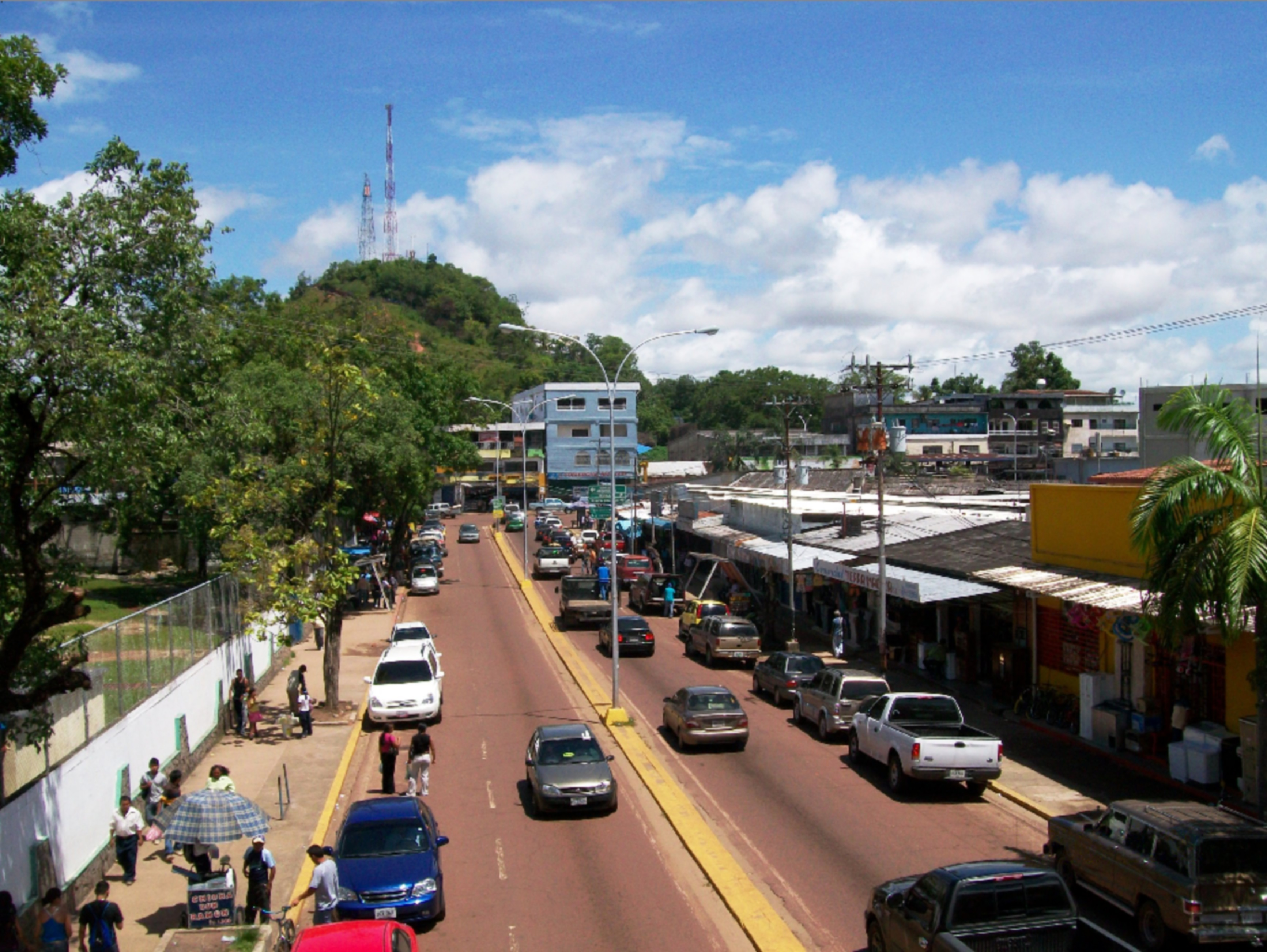
Aveny i Puerto Ayacucho

Puerto Ayacucho är en stad i södra Venezuela, och är belägen längs Orinocofloden vid gränsen mot Colombia. Den är administrativ huvudort för delstaten Amazonas. Kommunens officiella namn är Atures och har 98 900 invånare (2008) på en yta av 4 500 km², med de flesta boende i centralorten. Kommunen är indelad i fyra socknar, parroquias, varav två utgör själva staden Puerto Ayacucho.